# Mercado Central de Macapá
O Mercado Central de Macapá é um mercado público da cidade de Macapá, inaugurado em 1953, foi considerado o reduto de compras das famílias amapaenses nos anos 1950. Atualmente, o local ainda preserva alguns serviços como as vendas de hortifrúti e consertos de sapatos, juntamente com lanchonetes, peixarias e açougues.
A inauguração foi no dia 13 de setembro de 1953, uma data emblemática, já que neste dia se comemorava o aniversário da criação do Território Federal do Amapá. O cartão postal encontra-se erguido em um local de importância histórica da cidade, bem em frente à Fortaleza de São José de Macapá.
O governador Janary Nunes e o prefeito Claudomiro de Moraes inauguraram o Mercado Central com a proposta de ser um espaço para a comercialização dos produtos da roça que eram desembarcados no Trapiche Eliezer Levy. Na época, o trapiche era o principal local de desembarque em Macapá. Famílias japonesas vieram para a capital amapaense trabalhar no mercado, junto com os macapaenses. 
Atualmente o prédio conta com 63 boxes, com atividades voltadas para o segmento de alimentação. O Mercado ainda preserva alguns pontos de comércio e investe em programações que resgatam a cultura amapaense e nortista.

## História

### Criação e inauguração do mercado (1952-1953)

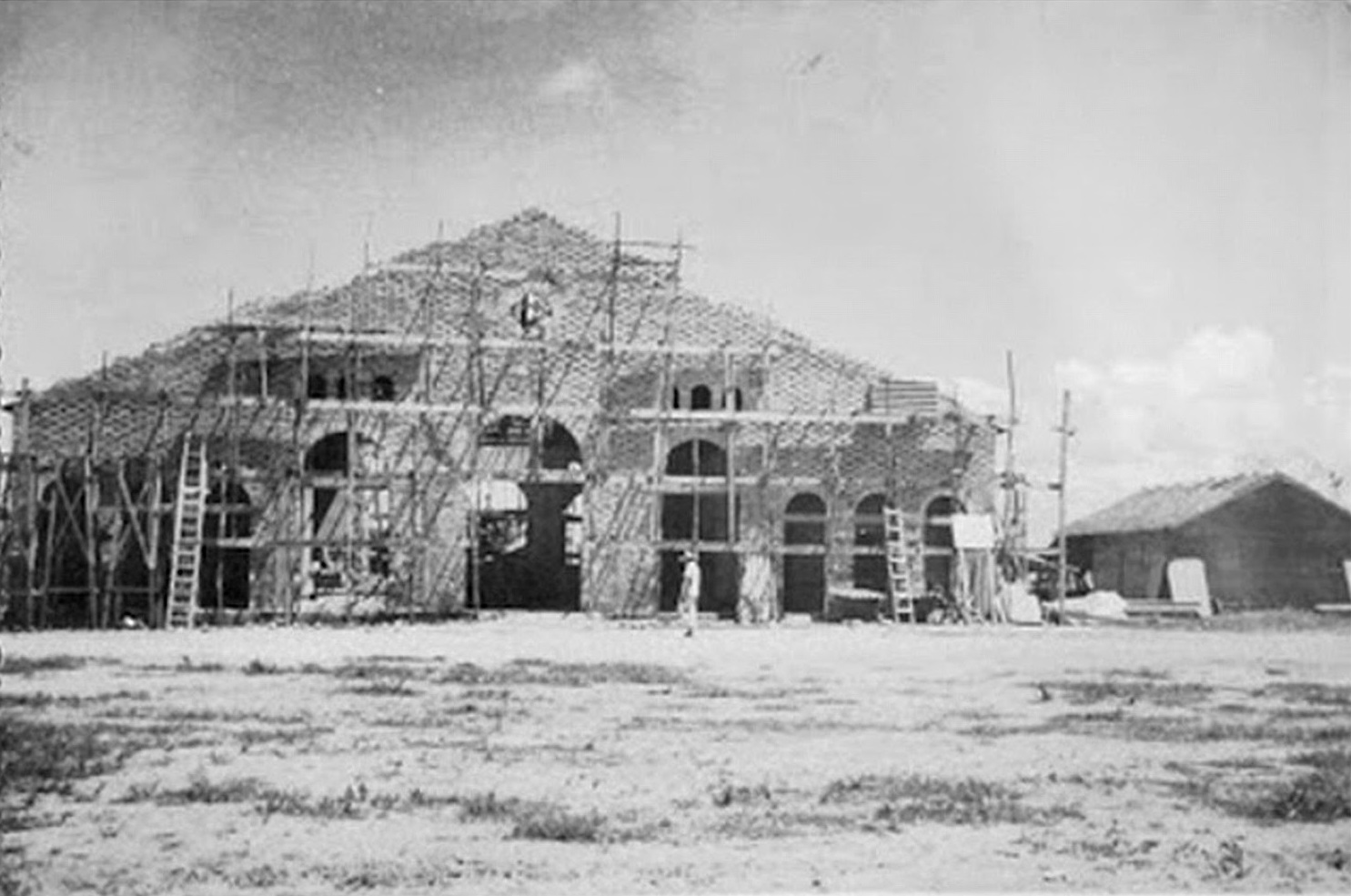
Construção do mercado em 1952.

O Mercado Central foi construído no governo de Janary Gentil Nunes em 1952, sendo projetado pelo mestre Júlio, e inaugurado em 1953. Dez anos após a criação do Território. Nessa época, a área comercial de Macapá ficava restrita à Doca da Fortaleza e a Rua Cândido Mendes. Faz parte da única parte tombada da cidade de Macapá: A área do entorno da Fortaleza de São José. O prédio foi construído de frente para a Avenida Cândido Mendes, principal rua do comércio local.
A Praça onde está o Mercado é denominada de Theodoro Mendes. Em homenagem ao ex-prefeito de Macapá no período de 1896 a 1916, juntamente com o Coronel Coriolano Jucá, que foi de Intendente a prefeito.

### Tempos primórdios
Logo após a conclusão do Mercado também foi erguido, em frente, um ponto de ônibus que ficou conhecido como “Clip Bar”, que era um estabelecimento comercial (um bar) que servia de abrigo de passageiros para os ônibus circulares da cidade.
Ainda no ano de 1953 houve o início da imigração japonesa para o estado do Amapá, 29 famílias vieram diretamente do Japão de um navio atraídas pela extração da borracha e acabaram permanecendo para desenvolver atividades agrícolas, contribuindo com o Mercado Central.

### “Bar Du Pedro”
Na parte externa, pela lateral da Avenida Antônio Coelho de Carvalho, situa-se o Bar Du Pedro, o estabelecimento mais antigo em funcionamento. O bar foi inaugurado junto com o mercado e pertencia a um comerciante chamado Pedro, originário do Rio Grande do Norte que morou no Amapá na década de 1950. Quando faleceu, na década de 1990, seu filho Luiz Gonzaga assumiu o negócio da família.

## Restauro e revitalização

### Recursos e prazo de entrega
Em novembro de 2015 foram iniciados os trabalhos de reforma, a Secretaria Municipal de Obras (Semob) executou a primeira parte dos serviços dentro do período estimado que estavam garantindo à entrega para março de 2016, porém houve a paralisação devido à falta de recursos federais, a situação econômica da época do país acabou impedindo a captação de novos recursos.
No dia 1 de maio de 2018 houve a retomada das obras. O custo é de aproximadamente R$ 2,5 milhões, com recursos do programa federal Calha Norte.
O Mercado foi reinaugurado no dia 16 de janeiro de 2020 com 63 boxes 

### Reforma
O projeto de restauro conta com os serviços de ampliação, revitalização, retirada do atual telhado para a construção de uma nova estrutura metálica e acústica no prédio, após o término das obras, o local contará com um mezanino, palco para apresentações, sala de administração, parte elétrica totalmente nova, boxes reformados, telhado termo acústico, pintura, espaços reorganizados, banheiros reformados e um banheiro com acessibilidade para pessoas com deficiência

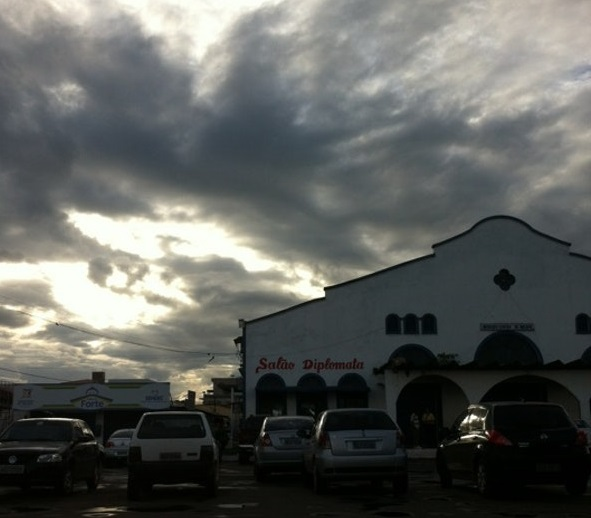
Vista o Mercado Central ao pôr do sol.

## Comércio
Na parte interna existem 16 boxes para a comercialização da carne verde e as “marrons”, salgadas e verduras em geral. Nos outros 20 boxes internos funcionam para venda de gêneros alimentícios oriundos de hortifrutigranjeiros, pesca.
O local bastante movimentado com restaurantes, lanchonetes, atrações culturais e vendas de artesanato aos arredores do mercado.

## Ver Também
- Cidade de Macapá
- Turismo em Macapá
- História do Amapá